# Фестиваль Arvika

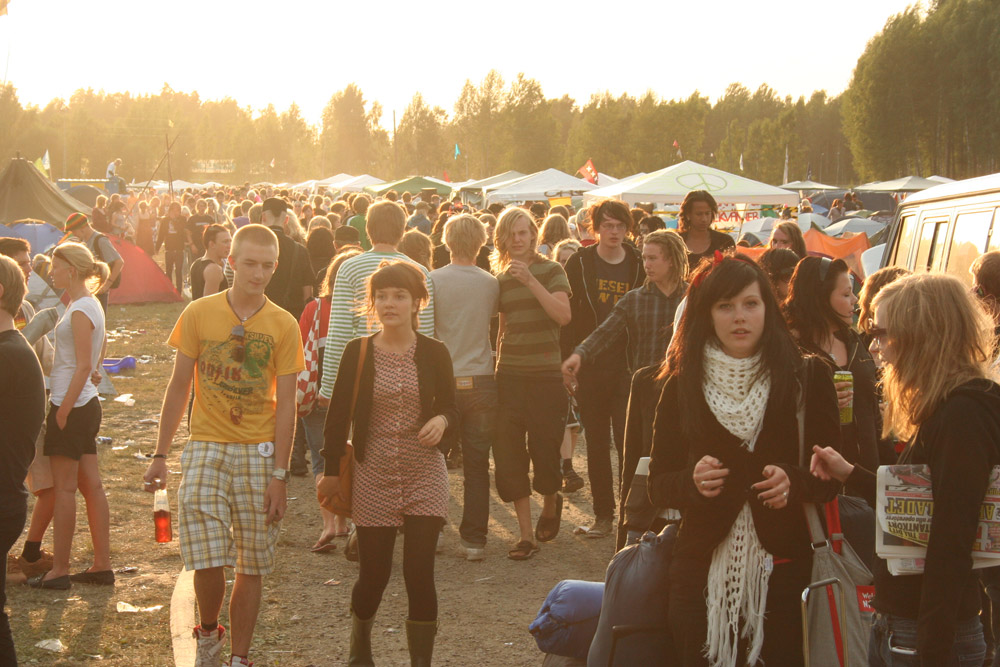
Відвідувачі однієї зі сцен Arvikafestivalen, 2006 рік

Фестиваль Arvika, Arvikafestivalen, також Arvika Festival — щорічний музичний  фестиваль, що проводився у  шведському місті Арвіка. Єдиною стильовою напряму захід не мав, на ньому виступали представники далеких один від одного музичних жанрів, як синті-поп (Depeche Mode, Mesh, інді-рок (Franz Ferdinand), індастріал та індастріал-метал (Suicide Commando, Deathstars, Nine Inch Nails), готичний рок (The Sisters of Mercy, Fields of the Nephilim, Dark Side Cowboys), готичний метал (Paradise Lost, Tiamat), треш-метал (Slayer) і навіть поп-рок (Scissor Sisters). Фестиваль Arvika традиційно проходив в середині липня та тривав три дні. Організатором фестивалю виступала некомерційна організація «Galaxen», яка у 2011 році оголосила про своє банкрутство; в наші часи невідомо, чи буде  Arvikafestivalen проводитися знову.

## Історія фестивалю
Вперше фестиваль був організовано у 1992 році, на ньому виступили двадцять сім груп, переважно в стилі сінті-поп. Явний ухил в сторону цього жанру пояснювався тим, що тоді жоден інший великий фестиваль не запрошував сінті-поп-колективи, і фестиваль Arvika як тільки з'явився  відразу привернув до себе увагу. Завдяки активному висвітленню в пресі і більш широкому вибору виконавців фестиваль 1993 року мав великий успіх. Згодом для груп різних напрямків були організовані різні сцени.
Крім любителів музики, фестиваль відвідували також шанувальники екстремального спорту, для яких були спеціально побудовані стіни для скелелазіння та інші тренажери.
Захід щорічно відвідували від п'ятнадцяти до двадцяти тисяч чоловік зі всього світу. Незважаючи на це, через економічні труднощі його організатори змушені були скасувати проведення Arvikafestivalen в 2011 році, і на даний момент подальша його доля невідома.

## Нагороди
Фестиваль був нагороджений премією Scandinavian Alternative Music Awards в 2005 і 2006 роках в номінації «Кращий фестиваль/клуб».

## Хедлайнери
Нижче перераховані найбільш відомі музичні колективи, які виступали на фестивалі Arvika.
- 1992 — Dismember, S.P.O.C.K[en], Sator[en], Stonefunkers[en]
- 1995 — Bay Laurel, The Cardigans, Covenant, The Prodigy, S.P.O.C.K[en], Sator[en], Stonefunkers[en]
- 1996 — At the Gates, Dismember, Haujobb, Nefilim, Project Pitchfork
- 1997 — Front 242, Mesh, S.P.O.C.K[en], Type O Negative
- 1998 — Apoptygma Berzerk, Backyard Babies[en], Broder Daniel[en], Caesars[en], Covenant, Dark Side Cowboys, Gluecifer[en], Kent, Moby, S.P.O.C.K[en], The Sisters of Mercy
- 1999 — Atari Teenage Riot, Das Ich, De/Vision, Juno Reactor, Motörhead, Paradise Lost, Project Pitchfork, S.P.O.C.K[en]
- 2000 — Covenant, Fields of the Nephilim, Gluecifer[en], Laibach, Mesh, Moby
- 2001 — Gary Numan, PJ Harvey, Placebo, The Sisters of Mercy, S.P.O.C.K[en], Theatre of Tragedy, Zeromancer
- 2002 — Assemblage 23, Caesars[en], Covenant, Das Ich, Deathstars, Haujobb, Icon of Coil, Muse, Opeth, Pain, The 69 eyes, The Cure, The Mission, Tiamat
- 2003 — Бйорк, Front 242, Gothminister, HIM, Mesh, Moonspell, Project Pitchfork
- 2004 — Broder Daniel[en], Cradle of Filth, Faithless, Iris, Keane, Kraftwerk, Meshuggah, My Dying Bride, Skinny Puppy
- 2005 — Arise[en], Cult of Luna, Entombed, Infected Mushroom, New Order
- 2006 — Arch Enemy, Blutengel, Combichrist, Covenant, Franz Ferdinand, Mesh
- 2007 — Apoptygma Berzerk, Ashbury Heights[en], Bloc Party, Dark Tranquillity, Hocico, In Flames, Infected Mushroom, Pain, Scissor Sisters, The 69 eyes, Within Temptation
- 2008 — Combichrist, Deathstars, Interpol, Kent, Moonspell, S.P.O.C.K[en], Suicide Commando
- 2009 — De/Vision, Depeche Mode, Diary of Dreams, Korn, Nine Inch Nails, Opeth
- 2010 — IAMX, In Flames, Kent, Regina Spektor, S.P.O.C.K[en], Makthaverskan